# Província marítima d'Eivissa

Bandera de la província marítima d'Eivissa

La província marítima d'Eivissa és una de les trenta províncies marítimes amb les que està dividit el litoral espanyol. Aquesta província es correspon amb el litoral de l'arxipèlag pitiús. Les illes principals que entren dins d'aquesta província són Eivissa, Formentera, es Vedrà, s'Espalmador i Tagomago.
Els districtes marítims de la província marítima són:
- Eivissa (IB-1), que va des del cap d'Albarca fins a la punta de Port Roig, pel sud, i s'hi inclouen tots els illots adjacents.
- Sant Antoni de Portmany (IB-1), que va des de la punta de Port Roig fins al cap d'Albarca, pel nord, incloent-hi també els illots adjacents.
- Formentera (IB-1), que inclou tota l'illa de Formentera, la de s'Espalmador i els illots adjacents.[1]